# Сражение у Кедровой горы
Сражение у Кедровой Горы (англ. Battle of Cedar Mountain, оно же сражение на горе Слаутера или сражение на Кедровой реке) — произошло 9 августа 1862 года в округе Калпепер, штат Виргиния. Представляло собой первое сражение Северовирджинской кампании во время американской гражданской войны. Федеральная армия под командованием генерал-майора Натаниэля Бэнкса атаковала армию Конфедерации генерал-майора Томаса Джексона, которая двигалась к Калпеперу на перехват федеральных отрядов. Бэнксу удалось выбить противника с поля боя, но южане перешли в контратаку и в итоге заставили федеральные силы отступить. Это сражение стало первым сражением Северовирджинской кампании.

## Предыстория
В июле 1862 года была сформирована федеральная Вирджинская армия под командованием Джона Поупа, которая должна была наступать на Ричмонд через Гордонсвилл. Для противодействия этой армии генерал Ли отправил в Северную Вирджинию армию Джексона (так называемую Армию Долины [Шенандоа]), который должен был защищать железную дорогу на Шарлоттсвилл и искать подходящий момент для контрудара. Джексон прибыл в Гордонсвилл 19 июля. Здесь он стал ждать развития событий, занявшись между тем восстановлением дисциплины в своей армии. Несколько позже Ли отправил на усиление Джексона лёгкую дивизию Хилла, которая прибыла в лагерь под Гордонсвиллом 29 и 30 июля.
У Джексона были некоторые проблемы с дисциплиной в Бригаде каменной стены и одновременно его кавалерия находилась в стадии реорганизации. После гибели Эшби новым командиром кавалерии по приказу генерала Ли был назначен Беверли Робертсон, которого Джексон сразу невзлюбил и даже просил Ли заменить его кем-то. К кавалерии Робертсона присоединили бригады Манфорда и Флорноя, которые не сразу привыкли к новым условиям.
Помимо проблем с кавалерией необходимо было решить судьбу Ричарда Гарнетта, которого Джексон отдал под трибунал за отступление с позиции в сражении при Кернстауне в марте. Перед Семидневной битвой генерал Ли приостановил трибунал, и он смог собраться только 6 августа в штабе Юэлла в Либерти-Миллс. В тот день были заслушаны аргументы обвинения и защиты, но вечером разведка донесла, что северяне наступают на Калпепер. Джексон увидел возможность разбить авангард армии Поупа до подхода основных сил и решил немедленно наступать. Трибунал был приостановлен, дивизиям отдали приказы выступать на Ориндж утром 7 августа. Оттуда он намеревался атаковать Калпепер.

### Марш на Калпепер
Марш на Ориндж был лёгким, поскольку картограф Джедедия Хотчкисс заранее изучил все дороги и выбрал наиболее подходящие. Точно не известно, когда был начат марш, а дивизионный командир Чарльз Уиндер получил приказ только в полдень. Он уже несколько ней болел и врачи запретили ему принимать полевое командование, поэтому он запросил Джексона о его планах, чтобы быть при дивизии в нужный момент. Джексон ответил, что сражение будет, но не завтра, так что Уиндер наверняка успеет выздороветь. Армия же, по его словам, идёт к броду Барнеттс-Форд, где Уиндер получил дополнительные инструкции. Вечером армия пришла в Ориндж, где Джексон бы приглашён в дом Уиллисов. Там он составил приказы на следующий день: на рассвете первой должна выступить дивизия Юэлла, затем дивизия Хилла и последней дивизия Уиндера. Но почти сразу же Джексон поменял планы и решил направить дивизию Юэлла по параллельной дороге левее, или во избежание пробок, или чтобы имитировать наступление на Мэдисон-Кортхауз.
Хилл так и не получил изменённого приказа. Утром 8 августа он стал ждать дивизию Юэлла, которая так и не появилась. Он стоял, пока не появилась дивизия Уиндера, и только тут Хилл узнал об изменении приказов. В это время дивизии Уиндера и Юэлла встретились у переправы Барнеттс-Форд и возник затор. В 17:00 Джексон, по словам Хилла, велел ему вернуться в Ориндж на ночёвку. Джексон впоследствии отрицал, что отдавал такой приказ. В итоге Хилл за весь день прошёл всего милю, а Юэлл около 8-ми миль, и армия не успела прийти в Калпепер. Это объясняется плохим планированием и просчётами штаба. Джексон, вероятно, не осознал, что дивизия Хилла крупнее обычной и ей нужно больше времени для манёвров, и именно он виноват в том, что Хилл не получил приказ вовремя. Однако, Джексон решил, что именно Хилл виноват в том, что не начал марш вовремя. «В этот день, — писал Дуглас Фриман, — были посеяны семеня конфликта, которые вскоре дадут свой урожай».
Утром 9 августа армия Джексона начала марш на Калпепер. Дуглас Фриман писал, что стратегическая ситуация напоминала май того года, когда Джексон начал наступление на Фронт-Роял. Но на этот раз кроме армии Макклеллана под Ричмондом и второй армии в Северной Вирджинии, была ещё армия Бернсайда, которую перевели из Северной Каролины в Вирджинию (в форт Монро), и оттуда могли переправить куда угодно, в частности, во Фредериксберг. Из Фредериксберга Бернсайд мог бы наступать на юг и перерезать Вирджинскую Центральную Железную дорогу, что отрезало бы Джексона от снабжения. С другой стороны, отряд Бернсайда мог быть направлен на усиление армии Джона Поупа. 5 августа кавалеристы Стюарта захватили несколько пленных, которые сообщили, что Бернсайд уже недалеко от Фредериксберга. В те же дни Джон Мосби вернулся из плена и сообщил, что по его данным, Бернсайд направлен именно во Фредериксберг. Генерал Ли сообщил об этом Джексону, но доверил ему решать, как именно действовать. Таким образом, начиная марш 9 августа, Джексон надеялся атаковать Поупа до концентрации, но не мог быть уверен в ситуации на своём правом фланге. Его наступление вполне могло спровоцировать наступление Бернсайда на железную дорогу.

### Манёвры федеральной армии
Федеральная Вирджинская армия в те дни насчитывала 30 000 человек. 7 августа генерал Поуп отправил дивизию Уильямса в Калпепер, на соединение с бригадой Кроуфорда. Кавалерия Бьюфорда прикрывала правый фланг армии, а кавалерия Баярда — левый, со штабом в Раппаханок-Стейшен. Кавалерийские пикеты были расставлены вдоль всего берега реки Рапидан. 8 августа Поуп приказал дивизиям Бэнкса и Зигеля идти в Калпепер. Бэнкс выступил немедленно, а Зигель задержался на целые сутки. В то же время Кроуфорду, который стоял в Калпепере, было приказано переместить свою бригаду (около 1700 человек) примерно на 8 миль на юг, до горы Седар-Маунтин, для помощи кавалерии Бьюфорда. Утром 9 августа Бэнкс получил, через полковника Маршалла, приказ переместить весь свой корпус к Седар-Маунтин. Это был устный приказ, и довольно сложный, поэтому Бэнкс велел курьеру записать его. Приказ требовал от Бэнкса выдвигаться на фронт, принять командование всеми силами, и атаковать противника.

Генералу Бэнксу следует немедленно выступить на фронт, принять командование всеми силами на фронте, развернуть стрелковую цепь в случае наступления противника и атаковать его незамедлительно, как он приблизится, и он получит подкрепления отсюда.
Оригинальный текст (англ.)– General Banks to move to the front immediately, assume command of all forces in the front, deploy his skirmishers if the enemy advances, and attack him immediately as he approaches, and be reinforced from here.

Историк Джон Роупс писал, что было бы абсурдом предположить, что Поуп велел Бэнксу в одиночку атаковать Джексона. Возможно, Поуп или Маршалл неправильно сформулировали приказ. В любом случае вина лежит на Поупе, который должен был записать приказ, но не сделал этого. Но и в записанном виде приказ скорее говорил о том, что Бэнкс должен занять оборону, развернуть стрелков и атаковать (стрелками, по мнению Роупса) противника, и тем задерживать его наступление до тех пор, пока Бэнкс не получит подкрепления. «Если от генерала Бэнкса требовалось занять сильную позицию и держать оборону, почему бы было прямо так не сказать, чёрным по белому?», спрашивал Роупс.
На следствии в 1864 году Поуп и Маршалл утверждали, что приказ имел в виду только наступление стрелков. Маршалл потом по памяти называл другую версию приказа, но приказ в версии Бэнкса был записан прямо в день сражения и сомнению не подлежит. Дуглас Фриман писал, что это ещё один пример того, как катастрофы происходили из-за привычки генералов отдавать устные приказы вместо письменных.
Дорога, по которой выступил Бэнкс утром 9 мая, шла из Калпепера к броду Робертсонс-Форд на Рапидане, обходя с запада гору Седар-Маунтин. В 8-ми милях от Калпепера она пересекала речку Седар-Ран, затем отклонялась вправо, на юг. Все бригады, кроме бригады Гордона, перешли речку и заняли позицию на плато за рекой. Бригада Гордона осталась на сильной позиции за рекой, вторая бригада той же дивизии (Уильямса), бригада Кроуфорда, встала на крайнем правом фланге линии. Дивизия Кристофера Огура развернулась слева от дороги: сначала бригада Гири, потом Принса и потом Грина. Резерва при этой линии не было. Артиллерия была развёрнута на плато перед пехотой, кавалерия помещена на фланги.

## Сражение
Впереди шла дивизия Ричарда Юэлла, за ним — дивизия Эмброуза Хилла. Около полудня авангардная бригада Джубала Эрли встретилась с федеральной кавалерией у Кедровой реки, северо-западнее Кедровой горы. Эрли установил орудия и началась артиллерийская дуэль. Пехота Эрли развернулась в линию на восточной стороне дороги Калпепер-Орандж (в настоящее время — федеральная трасса № 15), на возвышенности, на противоположном берегу Кедровой реки. Постепенно прибывали остальные бригады дивизии и присоединялись к Эрли справа. Дивизия Виндера встала слева от Эрли, с западной стороны дороги; бригада Тальяферро примыкала к бригаде Эрли, а бригада Томаса Гарнетта заняла крайний левый фланг на окраине леса. Артиллерия Виндера разместилась между двух дивизий, а «Бригада каменной стены» (под. Ком. Чарльза Рональда) встала за ними в качестве прикрытия. Дивизия Хилла встала слева в качестве резерва — вернее, была на подходе.
Федеральная армия развернулась на берегу Кедровой реки. Бригада Сэмуэля Кроуфорда стояла справа (напротив Гарнетта), бригада Кристофера Огура — на левом фланге. Бригада Джона Гэри стояла напротив Тальяферо, а бригада Генри Принса стояла крайней слева напротив Юэлла. Бригада Джорджа Грина находилась в резерве. Дивизия Рикетта не успела к началу боя.

### Атака Северян
Незадолго до 17:00, как только началась перестрелка, генерал Уиндер был смертельно ранен осколком снаряда. Его бригады ещё не закончили развёртывание, бригада Гарнетта оказалась в стороне от основных сил с открытым флангом. И прежде чем управление дивизией было восстановлено, федеральные бригады Гири и Принца двинулись на правое крыло конфедеративной линии. Их стремительная атака чуть было не опрокинула линию противника; Эрли помчался туда с Кедровой Горы и лично занялся управлением войск. Его грамотные действия и интенсивный пушечный огонь остановили федеральную атаку на правом фланге. Однако, на левом фланге федеральные части действовали успешнее: Кроуфорд атаковал дивизию Уиндера, отправив одну бригаду во фронтальную атаку, а вторую в обход фланга. Федералы вышли как раз во фланг 1-го вирджинского полка, который не выдержал двойной атаки и начал отступать. Люди Кроуфорда двинулись дальше, ударили с фланга по 42-му вирджинскому полку и вышли в тыл бригаде Тальяферро и артиллерийским батареям. Джексон приказал отвести батареи, но Тальяферро и Эрли не успели это сделать.

### Контратака
В этот критический момент Джексон лично отправился на участок прорыва навести порядок в частях. Чтобы вдохновить свою прежнюю бригаду, он пытался вытащить саблю, но из-за нечастого использования она заржавела и не извлекалась из ножен — тогда он стал размахивать ею прямо в ножнах. Он выхватил знамя из рук отступающего знаменосца и крикнул: «Джексон с вами! Собирайтесь, храбрые парни, и — вперёд!» Эта сцена запечатлена художником Трояни в картине «Jackson is with you».
«Бригада каменной стены» пошла в контратаку на федеральные бригады, первым бросился вперёд 21-й вирджинский полк, за ним — все остальные. Северяне, которые не получили поддержки, вынуждены были отступить. Она так увлеклась преследованием, что скоро оказалась далеко впереди основных сил, в свою очередь, лишённая поддержки. Северяне перегруппировались и снова атаковали, отбросив 4-й и 27-й вирджинские полки, однако в итоге действия «бригады каменной стены» позволили южанам выиграть время для перегруппировки. Дивизия Хилла сменила разбитые полки Виндера. Джексон приказал Хиллу и Юэллу наступать. Правый фланг Федеральной армии немедленно рухнул. Юэлл не смог вовремя поддержать атаку, но федеральные бригады дрогнули при виде отступления Кроуфорда, и были окончательно сломлены, когда с кедровой Горы на них бросилась бригада Исаака Тримбла.

### Преследование
Федеральное командование бросило в бой федеральную бригаду Грина, но она не спасла положения и к 19:00 северяне уже отступали по всему фронту. Последней попыткой прикрыть отступление пехоты Бэнкс бросил два кавалерийских эскадрона на боевые порядки конфедератов. Кавалерийская атака была встречена мощным ружейным залпом, который уложил более половины атакующих — только 71 из 174 сумели спастись. Пехота Джексона и 7-й вирджинский кавполк (Вильяма Джонса) преследовали отступающих федералов и едва не захватили в плен Бэнкса и Поупа, которые находились в штабе всего в миле от поля боя.
С наступлением темноты Джексон прекратил преследование. Он не знал точного расположения федеральной армии, а от пленных узнал, что Поуп отправил корпус Зигеля на соединение с Бэнксом. Джексон велел прекратить преследование и около 22:00 сражение завершилось.

## Последствия
С утра 10 августа была ясная, солнечная погода, но кавалерийская разведка подтвердила, что впереди стоят два федеральных корпуса. Продолжение наступления потеряло смысл и Джексон решил ждать, хоронить убитых, вывозить раненых и подбирать брошенное противником оружие. Днём в штаб Джексона прибыл Джеб Стюарт. Собственная кавалерия Джексона бездействовала, поэтому он приказал Стюарту разведать положение противника. Эта разведка подтвердила, что противник слишком силён и атаковать его опасно. Утром 11 августа северяне прислали парламентёра, который предложил устроить перемирие для вывоза раненых. Оно длилось до 17:00. К ночи Джексон приказал развести лагерные костры, а в темноте отвёл армию за Рапидан. Он предполагал, что противник станет его преследовать, но ночью уровень воды поднялся, и преследование стало невозможным.
В своём рапорте Джексон назвал сражение победой. Он потерял 229 человек убитыми и 1047 ранеными, примерно 6 процентов всех своих войск. Всего он потерял 1276 человек, но из этого количества 611 пришлось на бригады Гарнетта и Тальяферро. Северяне потеряли 2381 человека, в том числе 400 пленными, приблизительно треть всех своих сил.

### Оценки
Генерал Бэнкс имел инструкции стоять в обороне, но он решил, что перед ним небольшой отряд, и решил атаковать его вопреки инструкциям и без предварительной разведки, возможно, надеясь отомстить за поражение в долине Шенандоа весной. Он бросил в бой лишь три из своих четырёх бригад, а левый фланг противника был атакован всего лишь тремя полками. Но эта непродуманная атака практически опрокинула две бригады Джексона. Это случилось потому, что южане не были готовы к атаке, их фланг висел в воздухе, и никто не предпринял разведку местности на фланге. Во многом это случилось потому, что Уиндер был ранен в самый ответственный момент. Джексон же, узнав о ранении Уиндера, не предпринял сам никаких мер по наведению порядка на фланге. Генерал Тальяферро же не предпринял ничего, потому что ничего не знал о планах командования.
Сам Джексон как будто не контролировал свою армию. Имея вдвое больше сил, чем его противник, он никак не использовал это преимущество. Он почти не принимал решений, кроме того момента, когда он остановил бегущий центр. Эрли и Тальяферро сражались без его указаний, и генерал Хилл почти не получал никаких приказов: Джексон велел ему отправить одну бригаду на усиление центра, а остальные бригады Хилл размещал сам.
Крупнейшей потерей того дня стала гибель генерала Уиндера, одного из лучших командиров армии Джексона, хотя рядовые не любили его за строгость и ходили разговоры, что когда-нибудь его пристрелят свои же. Но это же сражение стало началом успешной карьеры Джубала Эрли. Если бы он не сумел удержать правый фланг, то вся армия могла бы быть разбита. Даже скупой на комплименты Джексон отметил, что правый фланг держался с необычайной твёрдостью. Генерал Юэлл хорошо отозвался о Эрли и предложил его повысить в звании, а когда Эрли предложил повысить полковника Уокера до бригадного генерала, то Юэлл охотно согласился. Исаак Тримбл не успел никак проявить себя в бою, но радовался победе, чувствуя, что скоро увидит свой родной Мэриленд.
Генералу Хиллу не удалось ввести в бой всю свою дивизию, но он успел остановить и вернуть в бой некоторые бегущие подразделения. Джексон никак не упомянул его в рапорте, а из его бригадных генералов упомянул только Брэнча. Сам Брэнч с некоторым злорадством записал в дневнике, что Бригада каменной стены была обращена в бегство и бежала так быстро, как только могла, хотя лично он видел бегущим только27-й Вирджинский полк.